# White & Nerdy
"White & Nerdy" é o segundo single do álbum Straight Outta Lynwood, do humorista, parodista e músico estadunidense "Weird Al" Yankovic, lançado em 12 de setembro de 2006, pela Volcano Records. A canção é uma paródia de "Ridin'" de Chamillionaire e Krayzie Bone. Ela satiriza e celebra a cultura nerd, recitada pelo sujeito, que não pode "andar com os gangstas" porque é "muito branco e nerd". Seu clip musical faz estereótipo de "coisas nerds", tais como colecionar histórias em quadrinhos, jogar Dungeons & Dragons (D&D), e edição na Wikipédia, assim como estereótipos de coisas de "branco", como assistir a Happy Days, jogar tênis de mesa, e "comer todos os meus sanduíches com maionese".
A canção ganhou muitos elogios, inclusive sendo o primeiro single de Yankovic no Billboard Hot 100, 10 hit top, atingindo a posição de 9° lugar. Também foi disco de platina pela RIAA, a única Yankovic primeiro a conseguir este feito. Chamillionaire também afirmou que gostou da canção.      

## Faixas e formato
As faixas seguintes são sobre o single:
1. "White & Nerdy" - 2:50
2. "Don't Download This Song" - 3:54

O single promo contém apenas "White & Nerdy".

### Promo 12" single
Os seguintes três canções foram apresentados como triple A-Sides em um 12 " registro promocional :
1. "White & Nerdy" - 2:50
2. "Parte III Confessions" - 3:52
3. "Trapped in the Drive-Thru" - 10:50.

## Posições
| Paradas (2006–07)      | Melhor posição |
| ---------------------- | -------------- |
| Swedish Singles Chart  | 14             |
| UK Singles Chart       | 80             |
| U.S. Billboard Hot 100 | 9              |